# House sitting
House sitting é a prática na qual o proprietário de uma casa, ao deixá-la por um período de tempo, confia os cuidados a um ou mais “house sitters”, que através de um acordo mútuo recebem permissão para morar na residência, sem pagar aluguel, em troca de assumir responsabilidades como tomar conta dos animais de estimação dos proprietários, realizar tarefas domésticas gerais (incluindo limpar piscinas, cortar o gramado, etc.), não permitir que estranhos entrem na propriedade, coletar a correspondência, e fazer com que tudo ocorra bem como se o dono estivesse em casa.

## Conceito
House sitting é um exemplo enquadrado no modelo contemporâneo de consumo colaborativo, onde o compartilhamento e troca de favores substitui o uso do dinheiro. Com a expansão da internet surgiram sites especializados que realizam o encontro entre proprietários e possíveis house sitters e tornam viável que se anuncie e procure ofertas em todo o mundo.

## Pet sitting
Com frequência, house sitters simultaneamente assumem o papel de um pet sitter ao se disponibilizarem a tomar conta dos animais de estimação do proprietário. Isto pode ou não aumentar a taxa de aceitação de um house sitter, dependendo do indivíduo e do número de tarefas requeridas pelo dono da casa.

## Vantagens
Aos proprietários é geralmente implícito que o crime é dissuadido pela presença de um house sitter em detrimento à opção de deixar a residência vazia. Isto é amparado pelo fato de que seguradoras no Reino Unido provêm taxas reduzidas para proprietários que usam serviços de agências de house sitting. Algumas podem até anular uma apólice caso a casa fique vazia por mais de 30 dias sem um acordo prévio. House sitting então é considerado uma solução prática no gerenciamento de propriedades que de outra forma ficariam vazias por um longo período de tempo.

No Canadá, podem existir problemas com seguradoras ao deixar casas vazias por mais de quatro dias. Portanto, é importante que os donos de casas tenham alguém em sua residência pelo menos uma vez a cada quatro dias enquanto eles se ausentam. Contratar um house sitter pode prover o apoio e documentação necessários caso um pedido tenha que ser feito com uma seguradora.

Aos house sitters, ao invés de pagar por acomodação, house sitting é uma maneira bem comum tanto para pessoas em férias quanto para viajantes constantes para reduzir os custos da viagem.

É uma forma magnifica de viajar e conhecer o mundo, é uma economia compartilhada, o dono não precisa pagar ninguém para cuidar de seu animal de estimação, e nem deixá-lo em um canil, e os viajantes conseguem hospedagem gratuita, além de passarem por uma experiência incrível de imersão cultural, vivendo o dia dia de um cidadão local. 

## Documentação
Acordos podem ser feitos por todo o mundo com o único fator limitador sendo a necessidade de um visto de turista com um tempo relevante no local ou um visto de residência. Qualquer house sitter aceitando ser pago pelos seus serviços precisaria obter uma permissão de trabalho adequada.

Em algumas plataformas exigem a certidão de antecedentes criminais e a foto do passaporte para incluir no seguro. 